# Nolana balsamiflua
Nolana balsamiflua är en potatisväxtart som först beskrevs av Gaud., och fick sitt nu gällande namn av Mesa. Nolana balsamiflua ingår i släktet cymbalblommor, och familjen potatisväxter. Inga underarter finns listade i Catalogue of Life.